# Liste der Kulturdenkmale in Mellingen (Thüringen)
In der Liste der Kulturdenkmale in Mellingen sind alle Kulturdenkmale der thüringischen Gemeinde Mellingen (Landkreis Weimarer Land) und ihrer Ortsteile aufgelistet (Stand: 26. April 2012).

## Mellingen
Denkmalensemble
| Bild            | Bezeichnung                                  | Lage                                    | Datierung | Beschreibung | ID |
| --------------- | -------------------------------------------- | --------------------------------------- | --------- | ------------ | -- |
| Fotos hochladen | Gehöft der Untermühle (gesamt sechs Gebäude) | Karl-Alexander-Straße 134, 134b (Karte) |           |              |    |
| BW              | Alter Ortskern am Kirchberg mit:             | (Karte)                                 |           |              |    |

Einzeldenkmale
| Bild                                    | Bezeichnung                                  | Lage                                          | Datierung | Beschreibung                    | ID |
| --------------------------------------- | -------------------------------------------- | --------------------------------------------- | --------- | ------------------------------- | -- |
| weitere Bilder Fotos hochladen          | Kirche mit Kirchhof                          | (Karte)                                       |           |                                 |    |
| Direkt Bild zu diesem Denkmal hochladen | Grabstätte für sechs unbekannte KZ-Häftlinge | Friedhof                                      |           |                                 |    |
| weitere Bilder Fotos hochladen          | ehemalige Malzdarre                          | An der Malzdarre 1 (Karte)                    |           |                                 |    |
| Direkt Bild zu diesem Denkmal hochladen | Scheune                                      | Furtgasse 167                                 |           |                                 |    |
| weitere Bilder Fotos hochladen          | Villa Hergt                                  | Karl-Alexander-Straße 134a (Karte)            |           |                                 |    |
| Fotos hochladen                         | Brunnenhaus                                  | Kirchgasse/Weimarische Straße (Karte)         |           |                                 |    |
| BW                                      | ehemaliger Gasthof zur Linde                 | Kirchgasse 67 (Weimarische Straße 67) (Karte) |           |                                 |    |
| BW                                      | Gehöft (ehemalige Obermühle)                 | Magdalaer Straße 104 (Karte)                  |           |                                 |    |
| Direkt Bild zu diesem Denkmal hochladen | Wohnhaus, Tor, Portal                        | Schweinanger 150                              |           |                                 |    |
| Direkt Bild zu diesem Denkmal hochladen | Tor und Portal                               | Stichlingsgasse 129                           |           |                                 |    |
| weitere Bilder Fotos hochladen          | Ilmbrücke bei Mellingen                      | südlich von Mellingen, Flur 14 (Karte)        |           | steinerne Bogenbrücke der BAB 4 |    |
| Direkt Bild zu diesem Denkmal hochladen | Waidmühlstein                                | Weimarische Straße                            |           |                                 |    |

ehemalige Einzeldenkmale
| Bild | Bezeichnung                   | Lage                                                | Datierung | Beschreibung | ID |
| ---- | ----------------------------- | --------------------------------------------------- | --------- | --- | -- |
| BW   | Eisenbahnbrücke über die B 87 | an der Eisenbahnstrecke Weimar-Jena, Flur 4 (Karte) |           | Bauwerk aus Naturstein- und Ziegelmauerwerk mit rundbogiger Durchfahrt. Dieses wurde im Rahmen der Streckensanierung 1997 abgebrochen und durch einen Neubau ersetzt. |    |

Bodendenkmal
| Bild                                    | Bezeichnung                          | Lage                                                                                                 | Datierung | Beschreibung | ID |
| --------------------------------------- | ------------------------------------ | --- | --------- | ------------ | -- |
| Direkt Bild zu diesem Denkmal hochladen | Wallburg, Heinrichsburg, Himmelsburg | Nach Nordwesten vorspringender Bergrücken mit Steilhang am Nordwestrand, 1 km südöstlich von Magdala |           |              |    |

## Köttendorf
Bodendenkmal
| Bild                                    | Bezeichnung                    | Lage                                                                                      | Datierung | Beschreibung | ID |
| --------------------------------------- | ------------------------------ | ----------------------------------------------------------------------------------------- | --------- | ------------ | -- |
| Direkt Bild zu diesem Denkmal hochladen | Burghügel, Wall, Graben im Gut | Quellmulde im nach westsüdwest ansteigendem Gelände, 1,4 km westsüdwestlich von Mellingen |           |              |    |

## Quelle
- Denkmalliste Landkreis Weimarer Land. (PDF; 929 kB) weimarerland.de